# Sebastian Kozłowski
Sebastian Kozłowski (ur. 14 marca 1974) – polski politolog, doktor habilitowany nauk społecznych, adiunkt na Wydziale Nauk Politycznych i Studiów Międzynarodowych Uniwersytetu Warszawskiego, polityk, samorządowiec. Zajmuje się m.in. problematyką socjologii polityki oraz funkcjonowania samorządu lokalnego, analizą patologii organizacyjnych i zagadnieniami polskiej transformacji systemowej.

## Kariera naukowa i zawodowa
17 grudnia 2004 r. uzyskał na ówczesnym Wydziale Dziennikarstwa i Nauk Politycznych UW stopień naukowy doktora nauk humanistycznych w zakresie nauk o polityce na podst. pracy Uwarunkowania swobody działania polityka. 15 czerwca 2016 r. na tym samym wydziale uzyskał stopień doktora habilitowanego nauk społecznych w dyscyplinie nauki o polityce na podst. dorobku naukowego i rozprawy Upodmiotowienie samorządu lokalnego w okresie transformacji systemowej w Polsce.
Był członkiem kadry naukowo-dydaktycznej Instytutu Nauk Politycznych UW, zaś po reorganizacji wydziału z 2019 r., w ramach której instytuty zostały zastąpione przez katedry, wszedł w skład zespołu Katedry Socjologii Polityki i Marketingu Politycznego.
Należał do Sojuszu Lewicy Demokratycznej. W 1998, 2002 i 2006 był wybierany radnym dzielnicy Targówek. Pełnił także funkcję jej wiceburmistrza. W 2004 bez powodzenia ubiegał się o mandat posła do Parlamentu Europejskiego z listy Socjaldemokracji Polskiej. W latach 2004-2005 był doradcą i szefem gabinetu politycznego ministra zdrowia Marka Balickiego. W 2008 został przewodniczącym warszawskich struktur SdPL. 2024 został członkiem rady programowej Narodowego Instytutu Samorządu Terytorialnego.